# Бебелка
Бебелка (укр. Бибелька) — река на Украине, протекает по территории Тернопольского района Тернопольской области и Ивано-Франковского района Ивано-Франковской области. Левый приток реки Днестр (бассейн Чёрного моря).
Длина реки 29 км, площадь водосборного бассейна 129 км². Уклон реки 1,4 м/км. Долина трапециевидная, узкая, шириной 0,3-0,8 км. Русло извилистое, сток регулируется двумя небольшими водохранилищами. Используется для хозяйственных нужд.
Берёт начало из двух истоков к северу от села Славятин, между холмами Рогатинского Ополье. Течёт сначала на юг, потом — преимущественно на юго-запад (местами на юг). В приустьевой части образует большой S-образный зигзаг. Впадает в Днестр южнее села Тустань.
В прошлом река была левым притоком Гнилой Липы (что отражено в древних географических справочниках). Сейчас Бебелка впадает в Днестр на 1 км ниже устья Гнилой Липы.